# Mars 1809

## Événements
- 1er mars, États-Unis :

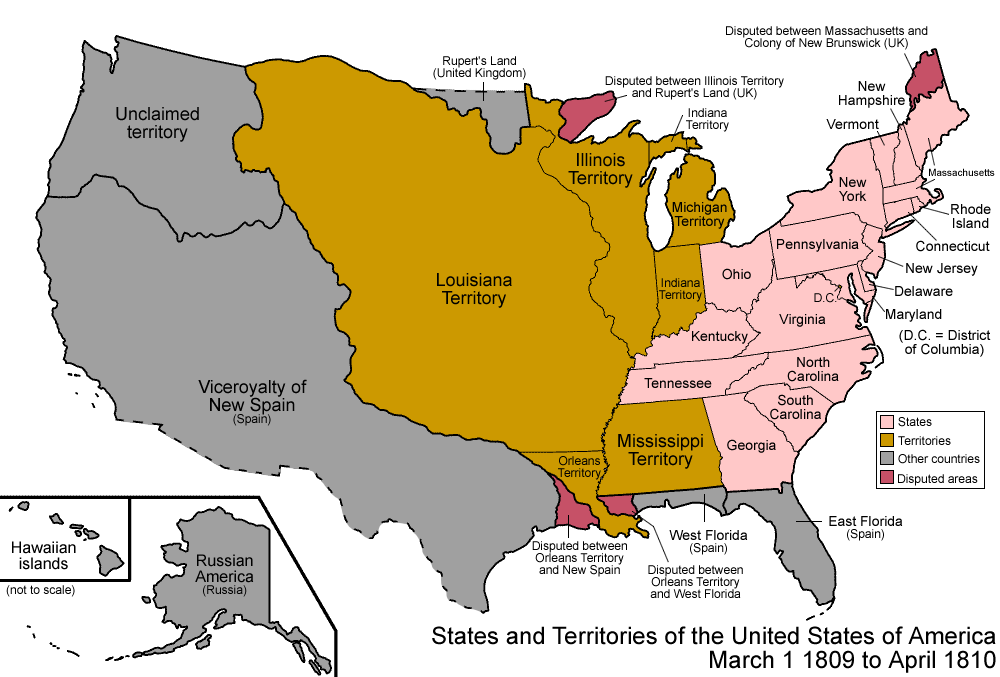
1er mars 1809 - avril 1810

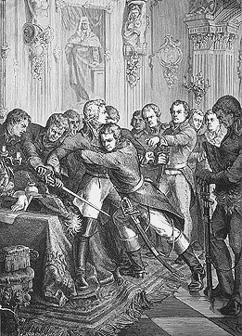
13 mars : déposition et arrestation du roi Gustave IV Adolphe de Suède. Gravure du XIXe siècle.

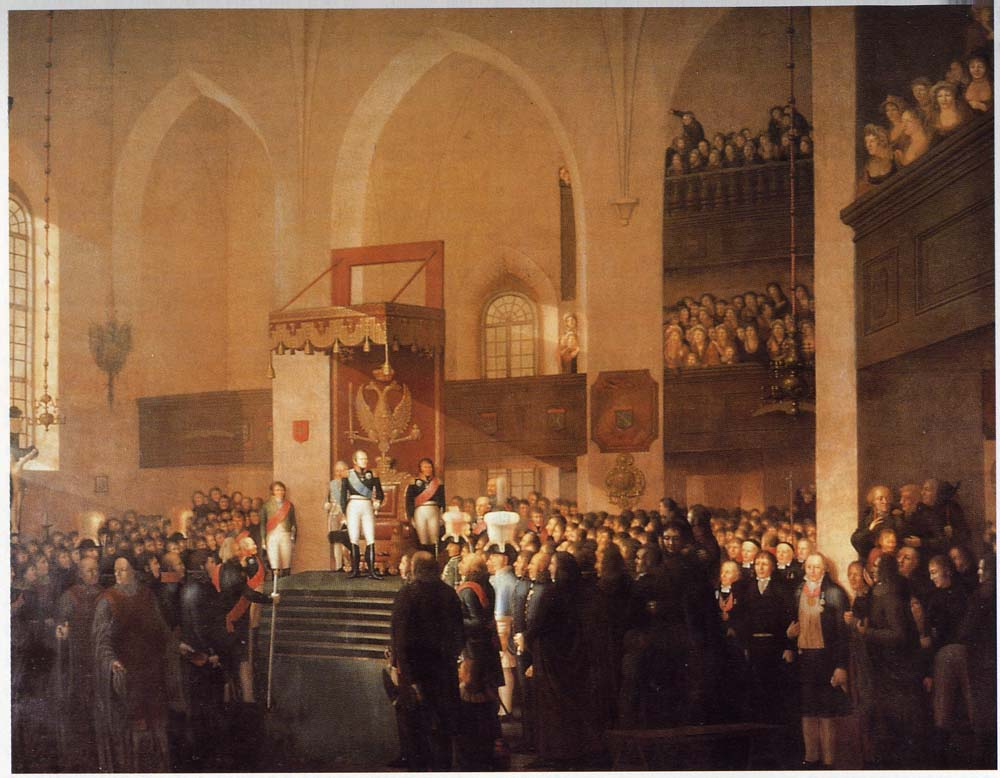
25 mars, Finlande : le tsar Alexandre 1er ouvre la Diète de Porvoo.

  - Origine de la Guerre de 1812 : quatre jours avant la fin de la Présidence de Thomas Jefferson le congrès des États-Unis remplace les Lois sur l'embargo de 1807 par la Loi tout aussi difficile à appliquer de Non-Rapports (Non-Intercourse Act). Cette Loi lève tous les embargos à l'exception des ports britanniques ou français.
  - Le Territoire de l'Illinois est séparé du Territoire de l'Indiana. Il inclut les actuels États de l'Illinois et du Wisconsin, ainsi que le nord-est du Minnesota[1].

- 4 mars : début de la présidence démocrate-républicaine de James Madison aux États-Unis (fin en 1817)[2]. Il abandonne l’Embargo Act qui asphyxiait l’économie américaine et dont on pouvait craindre qu’il ne pousse la Nouvelle-Angleterre à la sécession (Non-Intercourse Act du 1er mai)[3].

- 12 mars : traité préliminaire britannico-persan, préparé par John Malcolm mais signé par Harford Jones, qui contraint les Français à quitter la Perse et garantit l’intégrité de celle-ci face à la Russie[4].

- 13 mars : le roi de Suède Gustave IV Adolphe est contraint d’abdiquer (29 mars) par une révolte militaire. La noblesse instaure une Charte qui établit une monarchie constitutionnelle selon le principe de la séparation des pouvoirs. Le roi s’exile en Suisse et son oncle Charles XIII lui succède[5].

- 16 mars : reprise de la guerre entre la Russie et la Turquie[6]. Bagration est nommé général en chef des forces armées russes le 21 août après la mort du général Prozorovski[7].

- 21 - 22 mars : émeutes anti-françaises à Cuba[8].

- 29 mars : prestation de serment à la diète de Porvoo. La Finlande est érigé en Grand-Duché dont le tsar sera le grand-duc (régime de l’union personnelle)[9]. Elle crée ses propres forces armées. La langue officielle reste le suédois et le pays profite d'une grande autonomie.

- 31 mars : le roi de Hollande Louis Bonaparte rouvre les ports pour ranimer l’économie hollandaise[10]. Du 12 au 19 juin, 130 bateaux chargés de 300 000 livres sterling de marchandises transitent par l’archipel de Heligoland pour entrer en Europe. Louis Bonaparte est convoqué par son frère à Paris à la fin de l’année. Napoléon lui fait signer un traité léonin pour le respect du blocus (16 mars 1810) sous la pression d’un ultimatum.

## Naissances
- 3 mars : Jean-Félix Pédegert, religieux catholique et poète français († 29 juin 1889).
- 24 mars : Joseph Liouville (mort en 1882), mathématicien français.